# Ilona Korstin
Ilona Kal'uvna Korstin, en Ruso:Илона Кальювна Корстин (nacida el 30 de mayo de 1980 en San Petersburgo, Rusia) es una exjugadora de baloncesto rusa. Consiguió 10 medallas en competiciones internacionales con Rusia. Tras su retirada ejerce como diputada general adjunta en la VTB United League.